# The Hero is Overpowered but Overly Cautious
The Hero is Overpowered but Overly Cautious (яп. この勇者が俺TUEEEくせに慎重すぎる Коно ю:ся га орэ цуэ: кусэ ни синтё:сугиру) — ранобэ авторства Лайта Тутихи с иллюстрациями Саори Тоёты, выпускающееся издательством Kadokawa Shoten с 10 февраля 2017 года. Первоначально публикация серии стартовала в 2016 году на онлайн-ресурсе Kakuyomu как полностью любительский проект. Ранобэ было лицензировано компанией Yen Press на территории Северной Америки.
На основе сюжета оригинального произведения были осуществлены несколько адаптаций в другие медиа-форматы. С 9 ноября 2018 года в журнале Dragon Age издательства Fujimi Shobo был начат выпуск одноимённой манги, иллюстрированной мангакой Коюки. 7 ноября того же года состоялся анонс предстоящей аниме-адаптации романа, работа над которой была поручена студии White Fox. Производство картины возглавил режиссёр-постановщик Масаюки Сакои, известный по сериалам Sword Art Online Alternative: Gun Gale Online, Matoi the Sacred Slayer и Celestial Method. Написание сценария было доверено Кэнта Ихаре, прежними работами которого были адаптации Saga of Tanya the Evil и «Саги о Винланде». Выпуск сериала на различных телеканалах Японии стартовал в октябре 2019 года.

## Сюжет
Начинающей богине Ристарте было поручено спасти первый для неё мир высокого ранга — Гэабранду. Ответственно подойдя к выбору собственного помощника, Ристарте решается призвать в качестве героя японца Сэйю Рюгуина, поскольку его начальные характеристики должны были быть практически запредельными. Однако вскоре после переноса Рюгуина в новый мир богиня узнаёт, что при выборе она не обратила внимание на важную заметку о характере героя, поскольку он оказался излишне осторожным. Сэйя не способен отправиться на задание, не купив три дополнительных комплекта брони, при любом случае восстанавливает свои очки магии и постоянно чувствует себя неподготовленным к сражениям. Ристарте предстоит обучить Рюгуина тому, как стать настоящим героем нового мира.

## Персонажи
Ристарте (яп. リスタルテ Рисутарутэ)
Сэйю: Аки Тоёсаки
Сэйя Рюгуин (яп. 竜宮院聖哉 Рю:гу:ин Сэйя)
Сэйю: Юитиро Умэхара

## Критика
Оценивая первый том ранобэ, критик портала Anime News Network Ребекка Сильверман отметила, что концепция работы соответствует распространённому жанру исэкай, крайне популярному в Японии. В отличие от сходных произведений The Hero is Overpowered but Overly Cautious представляет читателю точку зрения богини, а не призванного героя, что, по словам Сильверман, могло стать выигрышем для работы. Данный ход, по мнению обозревателя, позволил Лайту Тутихи попытаться разыграть романтический образ «плохого парня», в которого влюбляются все девушки. По словам Сильверман, подобный подход к постоянному подогреву романтического интереса героини к мужскому персонажу был характерен для сёдзё-манги Масина Осакабэ. Рецензент также похвалила иллюстрации Саори Тоёты, подчеркнув что цветные отличаются существенно большей детализацией. В целом, Сильверман сочла данную работу жанра исэкай достаточно хорошей для того, «чтобы её смогли прочесть как его поклонники, так и те, кому он не по душе».